# Algéria a 2020. évi nyári olimpiai játékokon
Algéria a japán Tokióban megrendezett 2020. évi nyári olimpiai játékok egyik részt vevő nemzete volt. Az országot az olimpián 13 sportágban 37 sportoló képviselte, akik érmet nem szereztek.

## Asztalitenisz
Férfi
| Versenyző     | Versenyszám | Selejtező         | 64-es főtábla                                | 48-as főtábla     | 32-es főtábla     | Nyolcaddöntő      | Negyeddöntő       | Elődöntő          | Döntő             | Helyezés |
| Versenyző     | Versenyszám | Ellenfél Eredmény | Ellenfél Eredmény                            | Ellenfél Eredmény | Ellenfél Eredmény | Ellenfél Eredmény | Ellenfél Eredmény | Ellenfél Eredmény | Ellenfél Eredmény | Helyezés |
| ------------- | ----------- | ----------------- | -------------------------------------------- | ----------------- | ----------------- | ----------------- | ----------------- | ----------------- | ----------------- | -------- |
| Larbi Bouriah | Egyes       | erőnyerő          | Majoros Bence (HUN) · 1–11, 5–11, 5–11, 2–11 | kiesett           | kiesett           | kiesett           | kiesett           | kiesett           | kiesett           | 49.      |

## Atlétika
Férfi
| Versenyző           | Versenyszám    | Előfutam | Előfutam | Előfutam | Elődöntő | Elődöntő | Elődöntő | Döntő   | Döntő    |
| Versenyző           | Versenyszám    | Idő      | Hely.    | Össz.    | Idő      | Hely.    | Össz.    | Idő     | Helyezés |
| ------------------- | -------------- | -------- | -------- | -------- | -------- | -------- | -------- | ------- | -------- |
| Yassine Hethat      | 800 m          | 1:46,20  | 5.       | 28.      | kiesett  | kiesett  | kiesett  | kiesett | kiesett  |
| Abdelmalik Lahoulou | 400 m gát      | 48,83    | 3.       | 9.       | 49,14    | 5.       | 18.      | kiesett | kiesett  |
| Hicham Bouchicha    | 3000 m akadály | 8:44,75  | 15.      | 41.      |          |          |          | kiesett | kiesett  |

| Versenyző    | Versenyszám | Selejtező | Selejtező | Döntő    | Döntő    |
| Versenyző    | Versenyszám | Eredmény  | Helyezés  | Eredmény | Helyezés |
| ------------ | ----------- | --------- | --------- | -------- | -------- |
| Yasser Triki | Hármasugrás | 17,05 m   | 5.        | 17,43 m  | 5.       |

Női
| Versenyző       | Versenyszám | Előfutam | Előfutam | Előfutam | Elődöntő | Elődöntő | Elődöntő | Döntő   | Döntő    |
| Versenyző       | Versenyszám | Idő      | Hely.    | Össz.    | Idő      | Hely.    | Össz.    | Idő     | Helyezés |
| --------------- | ----------- | -------- | -------- | -------- | -------- | -------- | -------- | ------- | -------- |
| Loubna Benhadja | 400 m gát   | 57,19    | 8.       | 34.      | kiesett  | kiesett  | kiesett  | kiesett | kiesett  |

## Birkózás
Férfi
Kötöttfogású
| Versenyző          | Versenyszám | Selejtező                           | Nyolcaddöntő                     | Negyeddöntő               | Elődöntő          | Vigaszág elődöntő               | Bronz- mérkőzés   | Döntő             | Helyezés |
| Versenyző          | Versenyszám | Ellenfél Eredmény                   | Ellenfél Eredmény                | Ellenfél Eredmény         | Ellenfél Eredmény | Ellenfél Eredmény               | Ellenfél Eredmény | Ellenfél Eredmény | Helyezés |
| ------------------ | ----------- | ----------------------------------- | -------------------------------- | ------------------------- | ----------------- | ------------------------------- | ----------------- | ----------------- | -------- |
| Abdelkarim Fergat  | 60 kg       |                                     | Fumita Kenicsiró (JPN) · 0–8     |                           |                   | Valihan Szajliko (CHN) · 1–6    | kiesett           | kiesett           | 13.      |
| Abdelmalek Merabet | 67 kg       | Rju Hanszu (Ryu Han-su) (KOR) · 6–7 | kiesett                          | kiesett                   | kiesett           | kiesett                         | kiesett           | kiesett           | 16.      |
| Bachir Sid Azara   | 87 kg       |                                     | Peng Fei (CHN) · 11–1            | Zsan Belenyuk (UKR) · 1–1 |                   | Zurabi Datunashvili (SRB) · 1–5 | kiesett           | kiesett           | 7.       |
| Adem Boudjemline   | 97 kg       |                                     | Mohammad Hadi Saravi (IRI) · 0–9 | kiesett                   | kiesett           | kiesett                         | kiesett           | kiesett           | 15.      |

Szabadfogású
| Versenyző           | Versenyszám | Nyolcaddöntő                           | Negyeddöntő       | Elődöntő          | Vigaszág elődöntő | Bronz- mérkőzés   | Döntő             | Helyezés    |
| Versenyző           | Versenyszám | Ellenfél Eredmény                      | Ellenfél Eredmény | Ellenfél Eredmény | Ellenfél Eredmény | Ellenfél Eredmény | Ellenfél Eredmény | Helyezés    |
| ------------------- | ----------- | -------------------------------------- | ----------------- | ----------------- | ----------------- | ----------------- | ----------------- | ----------- |
| Abdelhak Kherbache  | 57 kg       | Georgi Vangelov (BUL) · 0–11 kétvállas | kiesett           | kiesett           | kiesett           | kiesett           | kiesett           | 16.         |
| Fateh Benferdjallah | 86 kg       | Stefan Reichmuth (SUI) · 2–6           | kiesett           | kiesett           | kiesett           | kiesett           | kiesett           | 11.         |
| Mohammed Fardj      | 97 kg       | Alisher Yergali (KAZ) · nem indult     | kiesett           | kiesett           | kiesett           | kiesett           | kiesett           | helyezetlen |
| Djahid Berrahal     | 125 kg      | Egzon Shala (KOS) · 0–6 kétvállas      | kiesett           | kiesett           | kiesett           | kiesett           | kiesett           | 14.         |

## Cselgáncs
Női
| Versenyző     | Versenyszám | 32-es főtábla                           | Nyolcaddöntő      | Negyeddöntő       | Elődöntő          | Vigaszág elődöntő | Bronz- mérkőzés   | Döntő             | Helyezés |
| Versenyző     | Versenyszám | Ellenfél Eredmény                       | Ellenfél Eredmény | Ellenfél Eredmény | Ellenfél Eredmény | Ellenfél Eredmény | Ellenfél Eredmény | Ellenfél Eredmény | Helyezés |
| ------------- | ----------- | --------------------------------------- | ----------------- | ----------------- | ----------------- | ----------------- | ----------------- | ----------------- | -------- |
| Sonia Asselah | Nehézsúly   | Yelyzaveta Kalanina (UKR) · 00(2)–10(0) | kiesett           | kiesett           | kiesett           | kiesett           | kiesett           | kiesett           | 17.      |

## Evezés
Férfi
| Versenyző                   | Versenyszám              | Előfutam | Előfutam | Vigaszág | Vigaszág | Elődöntő      | Elődöntő      | Elődöntő      | Döntő | Döntő   | Döntő | Helyezés |
| Versenyző                   | Versenyszám              | Idő      | Hely.    | Idő      | Hely.    | Típus         | Idő           | Hely.         | Típus | Idő     | Hely. | Helyezés |
| --------------------------- | ------------------------ | -------- | -------- | -------- | -------- | ------------- | ------------- | ------------- | ----- | ------- | ----- | -------- |
| Kámel Áit Dávúd Sid Boudina | Könnyűsúlyú kétpárevezős | 6:57,32  | 6.       | 7:12,08  | 6.       | nem jutott be | nem jutott be | nem jutott be | C     | 6:41,62 | 5.    | 17.      |

## Kajak-kenu

### Gyorsasági
Női
| Versenyző    | Versenyszám       | Előfutam | Előfutam | Előfutam | Negyeddöntő | Negyeddöntő | Negyeddöntő | Elődöntő | Elődöntő | Elődöntő | Döntő   | Döntő   | Döntő    | Helyezés |
| Versenyző    | Versenyszám       | Idő      | Hely.    | Össz.    | Idő         | Hely.       | Össz.       | Idő      | Hely.    | Össz.    | Típus   | Idő     | Helyezés | Helyezés |
| ------------ | ----------------- | -------- | -------- | -------- | ----------- | ----------- | ----------- | -------- | -------- | -------- | ------- | ------- | -------- | -------- |
| Amira Kheris | Kajak egyes 200 m | 48,306   | 7.       | 34.      | 49,412      | 8.          | 24.         | kiesett  | kiesett  | kiesett  | kiesett | kiesett | kiesett  | 34.      |
| Amira Kheris | Kajak egyes 500 m | 2:13,626 | 7.       | 41.      | 2:07,548    | 6.          | 23.         | kiesett  | kiesett  | kiesett  | kiesett | kiesett | kiesett  | 41.      |

## Karate
Női
| Versenyző    | Versenyszám | Csoportkör | Csoportkör | Elődöntő          | Döntő             | Helyezés |
| Versenyző    | Versenyszám | Ellenfél Eredmény | Hely.      | Ellenfél Eredmény | Ellenfél Eredmény | Helyezés |
| ------------ | ----------- | --- | ---------- | ----------------- | ----------------- | -------- |
| Lamya Matoub | +61 kg      | B csoport · Elena Quirici (SUI) · 1–2 · Hamideh Abbasali (IRI) · 0–4 · Kung Li (Gong Li) (CHN) · 0–4 · Feryal Abdelaziz (EGY) · 0–0 | 5.         | kiesett           | kiesett           | 9.       |

## Kerékpározás

### Országúti kerékpározás
Férfi
| Versenyző      | Versenyszám   | Idő                    | Helyezés      |
| -------------- | ------------- | ---------------------- | ------------- |
| Hamzá Manszúri | Mezőnyverseny | nem ért célba          | nem ért célba |
| Azzadine Lagab | Mezőnyverseny | nem ért célba          | nem ért célba |
| Azzadine Lagab | Időfutam      | 1:05:21,53 (+10:17,34) | 11.           |

## Ökölvívás
Férfi
| Versenyző             | Versenyszám     | Selejtező                   | Nyolcaddöntő                        | Negyeddöntő       | Elődöntő          | Döntő             | Helyezés |
| Versenyző             | Versenyszám     | Ellenfél Eredmény           | Ellenfél Eredmény                   | Ellenfél Eredmény | Ellenfél Eredmény | Ellenfél Eredmény | Helyezés |
| --------------------- | --------------- | --------------------------- | ----------------------------------- | ----------------- | ----------------- | ----------------- | -------- |
| Mohamed Flissi        | Légsúly         | erőnyerő                    | Carlo Paalam (PHI) · 0–5            | kiesett           | kiesett           | kiesett           | 9.       |
| Younes Nemouchi       | Középsúly       | David Ssemujju (UGA) · 5–0  | Eumir Marcial (PHI) · RSC           | kiesett           | kiesett           | kiesett           | 9.       |
| Mohammed Houmri       | Félnehézsúly    | Nalek Korbaj (VEN) · 3–2    | Arlen López (CUB) · 0–5             | kiesett           | kiesett           | kiesett           | 9.       |
| Abd el-Hafíd Bensabla | Nehézsúly       | Sanjar Tursunov (UZB) · 4–1 | Muszlim Gadzsimagomedov (ROC) · 0–5 | kiesett           | kiesett           | kiesett           | 9.       |
| Chouaib Bouloudinats  | Szupernehézsúly | erőnyerő                    | Richard Torrez (USA) · 0–5          | kiesett           | kiesett           | kiesett           | 9.       |

Női
| Versenyző        | Versenyszám | Selejtező                   | Nyolcaddöntő               | Negyeddöntő                   | Elődöntő          | Döntő             | Helyezés |
| Versenyző        | Versenyszám | Ellenfél Eredmény           | Ellenfél Eredmény          | Ellenfél Eredmény             | Ellenfél Eredmény | Ellenfél Eredmény | Helyezés |
| ---------------- | ----------- | --------------------------- | -------------------------- | ----------------------------- | ----------------- | ----------------- | -------- |
| Roumaysa Boualam | Légsúly     | Jutamas Jitpong (THA) · 0–5 | kiesett                    | kiesett                       | kiesett           | kiesett           | 17.      |
| Ímán Helíf       | Könnyűsúly  | erőnyerő                    | Mariem Homrani (TUN) · 5–0 | Kellie Harrington (IRL) · 0–5 | kiesett           | kiesett           | 5.       |
| Ichrak Chaib     | Középsúly   |                             | Pooja Rani (IND) · 0–5     | kiesett                       | kiesett           | kiesett           | 9.       |

## Sportlövészet
Női
| Versenyző    | Versenyszám | Selejtező | Selejtező | Döntő   | Döntő    |
| Versenyző    | Versenyszám | Pont      | Helyezés  | Pont    | Helyezés |
| ------------ | ----------- | --------- | --------- | ------- | -------- |
| Houda Chaabi | Légpuska    | 619,5     | 39.       | kiesett | kiesett  |

## Úszás
Férfi
| Versenyző        | Versenyszám | Előfutam | Előfutam | Előfutam | Elődöntő | Elődöntő | Elődöntő | Döntő   | Döntő    |
| Versenyző        | Versenyszám | Idő      | Hely.    | Össz.    | Idő      | Hely.    | Össz.    | Idő     | Helyezés |
| ---------------- | ----------- | -------- | -------- | -------- | -------- | -------- | -------- | ------- | -------- |
| Oussama Sahnoune | 50 m gyors  | 22,61    | 8.       | 37.      | kiesett  | kiesett  | kiesett  | kiesett | kiesett  |
| Oussama Sahnoune | 100 m gyors | 49,65    | 8.       | 37.      | kiesett  | kiesett  | kiesett  | kiesett | kiesett  |

Női
| Versenyző  | Versenyszám | Előfutam | Előfutam | Előfutam | Elődöntő | Elődöntő | Elődöntő | Döntő   | Döntő    |
| Versenyző  | Versenyszám | Idő      | Hely.    | Össz.    | Idő      | Hely.    | Össz.    | Idő     | Helyezés |
| ---------- | ----------- | -------- | -------- | -------- | -------- | -------- | -------- | ------- | -------- |
| Amel Melih | 50 m gyors  | 25,77    | 4.       | 35.*     | kiesett  | kiesett  | kiesett  | kiesett | kiesett  |
| Amel Melih | 100 m gyors | 56,65    | 8.       | 39.      | kiesett  | kiesett  | kiesett  | kiesett | kiesett  |

* – egy másik versenyzővel azonos időt ért el

## Vitorlázás
Férfi
| Versenyző    | Versenyszám     | Futam | Futam | Futam | Futam | Futam | Futam | Futam | Futam | Futam | Futam | Futam | Futam | Futam   | Pontszám | Helyezés |
| Versenyző    | Versenyszám     | 1     | 2     | 3     | 4     | 5     | 6     | 7     | 8     | 9     | 10    | 11    | 12    | É       | Pontszám | Helyezés |
| ------------ | --------------- | ----- | ----- | ----- | ----- | ----- | ----- | ----- | ----- | ----- | ----- | ----- | ----- | ------- | -------- | -------- |
| Hamza Bouras | Szörfvitorlázás | 21    | 23    | 24    | 25    | (26)  | 18    | 25    | 24    | 25    | 25    | 25    | 25    | kiesett | 260      | 25.      |

Női
| Versenyző      | Versenyszám     | Futam | Futam | Futam | Futam | Futam | Futam | Futam | Futam | Futam | Futam | Futam | Futam | Futam   | Pontszám | Helyezés |
| Versenyző      | Versenyszám     | 1     | 2     | 3     | 4     | 5     | 6     | 7     | 8     | 9     | 10    | 11    | 12    | É       | Pontszám | Helyezés |
| -------------- | --------------- | ----- | ----- | ----- | ----- | ----- | ----- | ----- | ----- | ----- | ----- | ----- | ----- | ------- | -------- | -------- |
| Amina Berrichi | Szörfvitorlázás | 23    | 26    | 24    | (28)  | 28    | 26    | 27    | 27    | 28    | 27    | 26    | 27    | kiesett | 289      | 27.      |

## Vívás
Férfi
| Versenyző     | Versenyszám  | Selejtező                          | 32-es főtábla     | Nyolcaddöntő      | Negyeddöntő       | Elődöntő          | Bronz- mérkőzés   | Döntő             | Helyezés |
| Versenyző     | Versenyszám  | Ellenfél Eredmény                  | Ellenfél Eredmény | Ellenfél Eredmény | Ellenfél Eredmény | Ellenfél Eredmény | Ellenfél Eredmény | Ellenfél Eredmény | Helyezés |
| ------------- | ------------ | ---------------------------------- | ----------------- | ----------------- | ----------------- | ----------------- | ----------------- | ----------------- | -------- |
| Salim Heroui  | Tőr, egyéni  | Vlagyiszlav Milnyikov (ROC) · 6–15 | kiesett           | kiesett           | kiesett           | kiesett           | kiesett           | kiesett           | 35.      |
| Akram Bounabi | Kard, egyéni | Kaito Streets (JPN) · 9–15         | kiesett           | kiesett           | kiesett           | kiesett           | kiesett           | kiesett           | 34.      |

Női
| Versenyző         | Versenyszám  | Selejtező                  | 32-es főtábla     | Nyolcaddöntő      | Negyeddöntő       | Elődöntő          | Bronz- mérkőzés   | Döntő             | Helyezés |
| Versenyző         | Versenyszám  | Ellenfél Eredmény          | Ellenfél Eredmény | Ellenfél Eredmény | Ellenfél Eredmény | Ellenfél Eredmény | Ellenfél Eredmény | Ellenfél Eredmény | Helyezés |
| ----------------- | ------------ | -------------------------- | ----------------- | ----------------- | ----------------- | ----------------- | ----------------- | ----------------- | -------- |
| Meriem Mebarki    | Tőr, egyéni  | Pásztor Flóra (HUN) · 8–15 | kiesett           | kiesett           | kiesett           | kiesett           | kiesett           | kiesett           | 33.      |
| Kaouther Belkebir | Kard, egyéni | Yang Hengyu (CHN) · 1–15   | kiesett           | kiesett           | kiesett           | kiesett           | kiesett           | kiesett           | 35.      |